# Megaselia privata
Megaselia privata är en tvåvingeart som beskrevs av Borgmeier 1967. Megaselia privata ingår i släktet Megaselia och familjen puckelflugor. Inga underarter finns listade i Catalogue of Life.